# 派恩鎮 (加利福尼亞州)
派恩鎮（英語：Pine Town）是位於美國加利福尼亞州拉森縣的一個非建制地區。該地的面積和人口皆未知。

## 地理
派恩鎮的座標為40°18′15″N 120°59′27″W / 40.30417°N 120.99083°W，而該地的平均海拔高度為1551米（即5089英尺）。